# Transports dans le Var
Les transports dans le département français du Var, longtemps restés lents et peu développés en raison du relief, ont été fortement développés dans la deuxième moitié du XXe siècle pour accompagner le développement démographique et touristique du département et faciliter l'accès au département voisin des Alpes-Maritimes.

## Transport routier

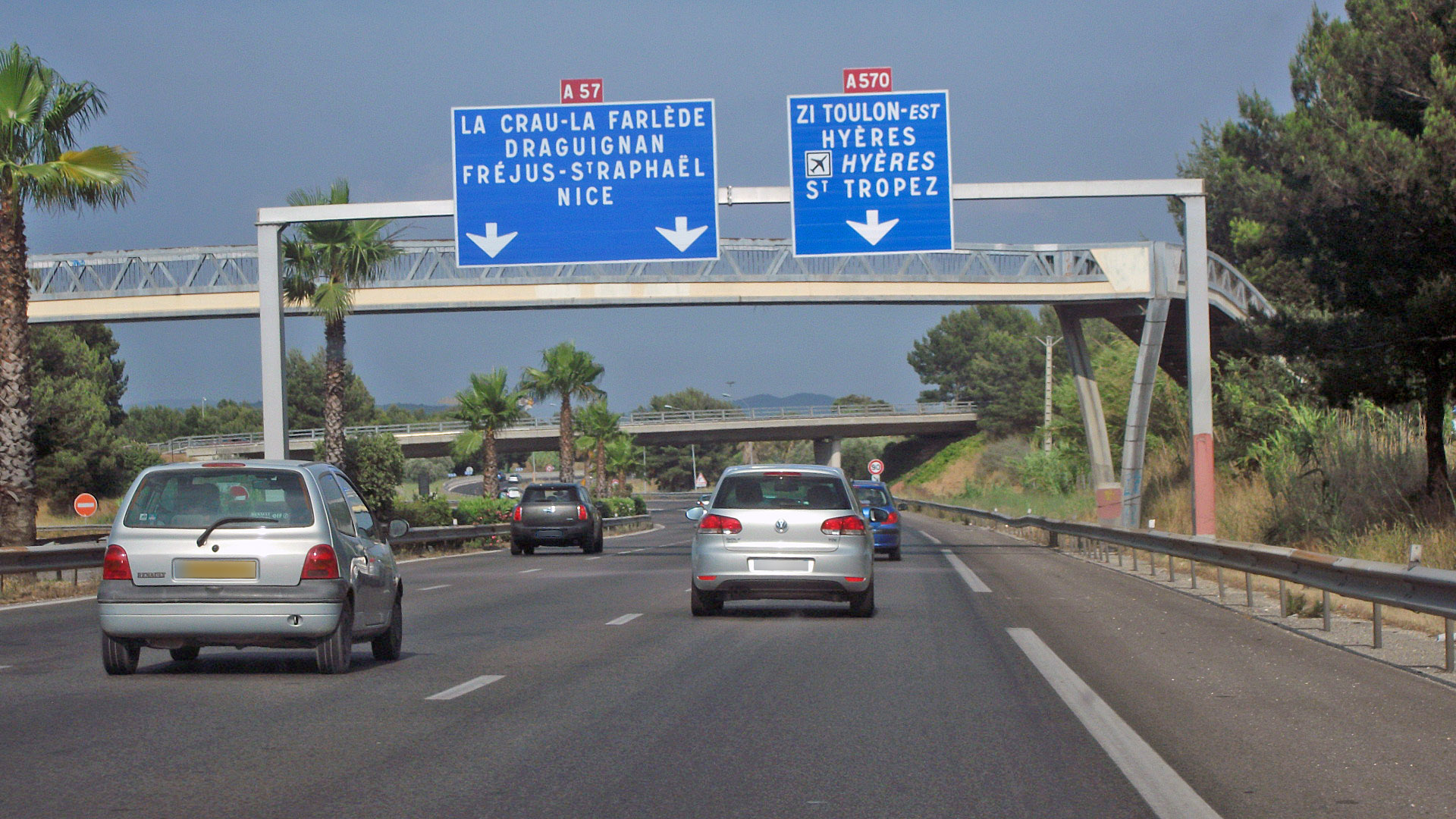
L'autoroute A57 à la sortie est de Toulon, au niveau de l'échangeur avec l'autoroute A570, en 2013.

### Infrastructures routières
Le principal axe routier du département est l'autoroute A8, mais celle-ci ne dessert pas la plus importante agglomération du département, Toulon : provenant de la vallée du Rhône, elle traverse le Brignolais puis la plaine des Maures pour rejoindre la côte au niveau de Fréjus, et se poursuit dans les Alpes-Maritimes jusqu'à la frontière italienne. Elle évite ainsi la plupart des massifs côtiers varois et offre un trajet direct vers Nice.
Toulon est quant à elle desservie par l'autoroute A50 en provenance de Marseille. L'A50 traverse la ville par le tunnel de Toulon, puis se prolonge vers l'est par l'autoroute A57 qui rejoint l'A8 près du Luc. Une antenne, l'autoroute A570, dessert Hyères ; au-delà, les routes départementales 98 et 559 (ex-RN 98) assurent l'accès au littoral varois entre Hyères et Fréjus.

### Transport collectif de voyageurs
Le Var est desservi par le réseau régional de transport routier Zou !, qui compte plus d'une vingtaine de lignes régulières dans le département.

### Covoiturage et autopartage
Une ligne devrait ouvrir entre Toulon et Cuers 

## Transport ferroviaire

### Historique

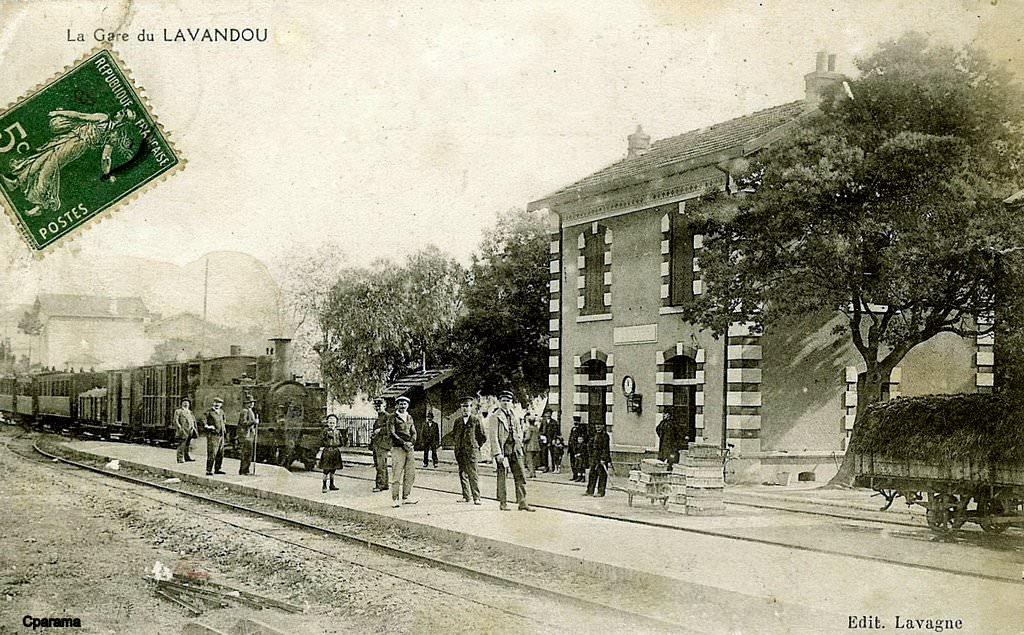
La gare du Lavandou du réseau à écartement métrique de la Compagnie des chemins de fer du Sud de la France, au début du XXe siècle.

Il a fallu attendre la fin des années 1850 pour que le Var soit desservi par le train : la future ligne de Marseille-Saint-Charles à Vintimille (frontière) atteint Toulon en 1859, Les Arcs en 1862 et Cagnes-sur-Mer (tout juste rattachée au nouveau département des Alpes-Maritimes) en 1863. L'antenne des Arcs à Draguignan est mise en service en 1864 et celle d'Hyères en 1875, comme la ligne de Carnoules à Gardanne. En 1875, le réseau d’intérêt général à écartement normal du département, exploité par la Compagnie des chemins de fer de Paris à Lyon et à la Méditerranée (PLM), a déjà atteint son apogée : aucune autre ligne ne sera ouverte dans le département.
Le Var a également été desservi à partir de la fin des années 1880 par le réseau à écartement métrique du Sud-France, dont la ligne Central-Var (Nice - Meyrargues par Fayence, Draguignan et Barjols) était classée d'intérêt général, tandis que la ligne Littoral-Var (Toulon - Saint-Raphaël par Hyères, La Londe-les-Maures, Bormes-les-Mimosas, Cavalaire-sur-Mer, Sainte-Maxime et Fréjus) relevait de l'intérêt local, comme le tramway de Cogolin à Saint-Tropez qui la complétait. Ces trois lignes ont fermé peu après la Seconde Guerre mondiale. Le sud-ouest du département a également été desservi de 1917 à 1936 par les Tramways électriques de l'Ouest Varois (Ollioules - Le Beausset et Ollioules - La Seyne-sur-Mer par Sanary-sur-Mer).
La ligne de Marseille-Saint-Charles à Vintimille (frontière) est électrifiée peu après la ligne « impériale » Paris - Marseille, en 1965 jusqu'aux Arcs, en 1967 jusqu'à Saint-Raphaël et en 1968 jusqu'à Cannes. Le département est desservi par le TGV depuis 1984 ; depuis 2001 et la mise en service de la LGV Méditerranée, Toulon est à quatre heures de Paris.
|                                             |
| Le réseau ferroviaire à son apogée en 1930. |

|                                     |
| Le réseau ferroviaire de nos jours. |

|                                                    |
| Carte animée de l’évolution du réseau ferroviaire. |

### Situation actuelle

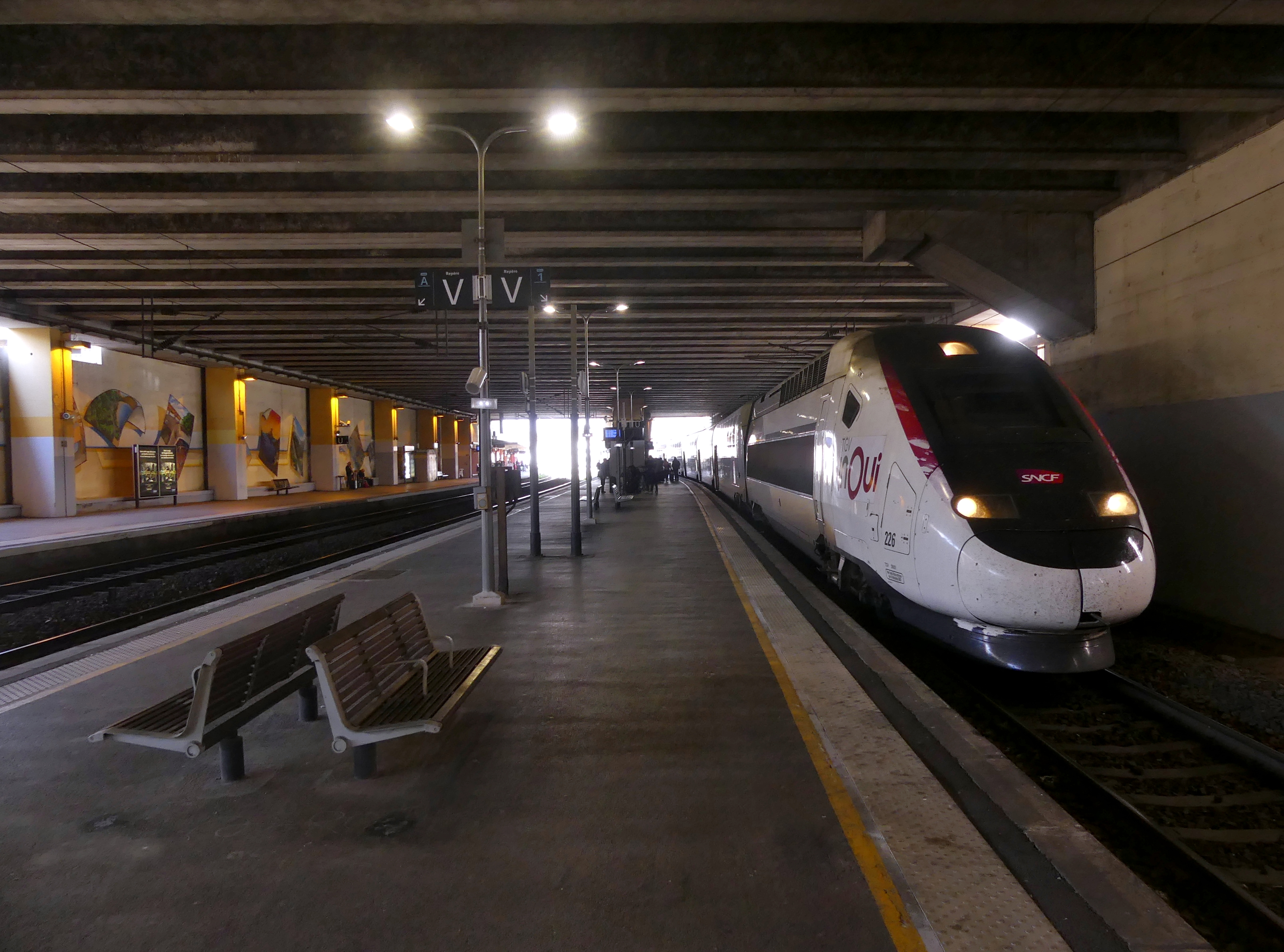
Une rame TGV Duplex assurant la liaison Bruxelles - Nice marque l'arrêt en gare de Saint-Raphaël-Valescure en 2019.

Les principales gares de voyageurs sont celles de Toulon, Saint-Raphaël-Valescure et Les Arcs - Draguignan, avec une fréquentation annuelle de 3 669 000, 1 137 000 et 819 000 voyageurs respectivement en 2019.
Le Var est traversé par la ligne de Marseille-Saint-Charles à Vintimille (frontière), axe électrifié majeur cumulant le trafic des trains à grande vitesse (TGV inOui et Ouigo), des TER Provence-Alpes-Côte d'Azur et de quelques trains de fret, et proche de la saturation. C'est, avec ses antennes d'Hyères (voyageurs et fret) et de Draguignan (fret seulement sur quelques kilomètres), la seule ligne du département. Draguignan est l'une des plus grandes agglomérations de France métropolitaine à ne pas être desservie par le train.
Pour répondre à la saturation et aux faibles vitesses autorisées de cette ligne, au tracé sinueux, la construction d'une ligne nouvelle Provence Côte d'Azur est projetée, en plusieurs étapes.

## Transport maritime
Si le port militaire de Toulon est la plus importante base navale française, Toulon est également un important port de commerce et de passagers vers la Corse et l'Afrique du Nord.
La côte varoise est ponctuée de nombreux ports de plaisance, tels que Cavalaire-sur-Mer, Saint-Raphaël ou la huppée Saint-Tropez.
Des liaisons maritimes permettent l'accès aux îles du littoral varois, notamment aux îles d'Hyères depuis la presqu'île de Giens.
À Toulon, 4 lignes de bateaux-bus (dont 1 qui ne circule que l'été) relie principalement le Port de Toulon au Port de la Seyne (8M), Tamaris (18M), Sablettes (18M), le Port de Saint-Mandrier (28M)

## Transport aérien

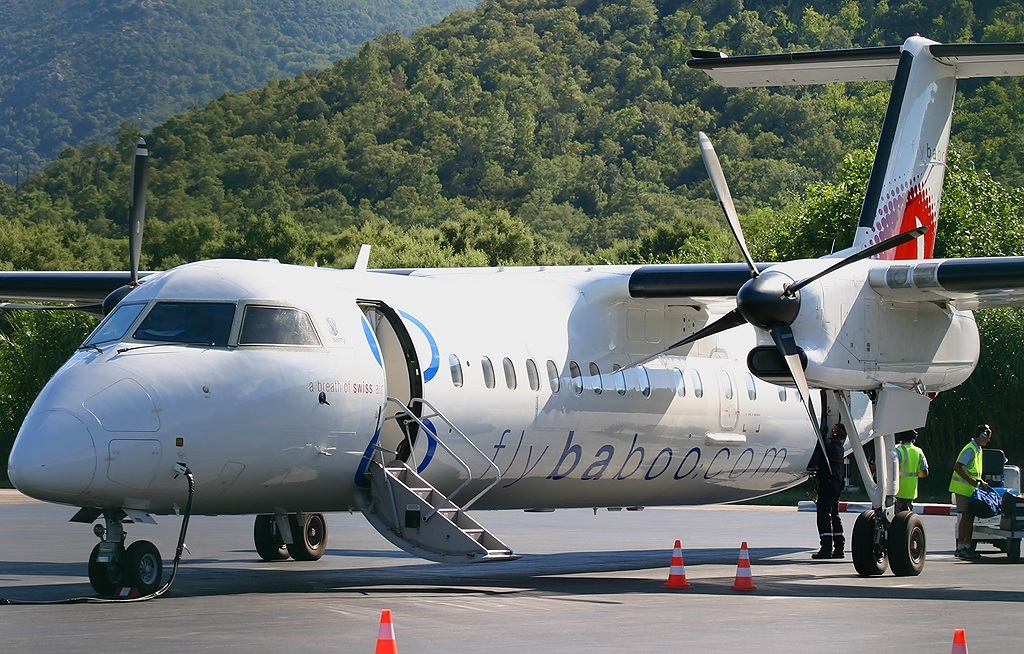
Un Bombardier Dash 8 de la compagnie suisse Baboo sur la tarmac de l'aéroport du Golfe de Saint-Tropez - La Môle en 2005.

L'aéroport de Toulon-Hyères est le principal aéroport du département, relié en saison à une dizaine de destinations françaises et européennes.
Le département possède également deux petits aéroports aux caractéristiques atypiques, dont l'existence se justifie par le statut de destination de tourisme haut de gamme du département : l'aéroport du Golfe de Saint-Tropez - La Môle est l'un des plus petits aéroports internationaux du monde, proposant en saison des liaisons vers Nice et la Suisse au moyen de petits avions et hélicoptères, tandis que l'aéroport du Castellet est spécialisé dans les vols d'affaires.
L'aérodrome de Fayence - Tourrettes est quant à lui spécialisé dans le vol à voile.

## Transports en commun urbains et périurbains
La métropole Toulon-Provence-Méditerranée, Estérel Côte d'Azur Agglomération, Dracénie Provence Verdon agglomération, la communauté d'agglomération Sud Sainte Baume, la communauté d'agglomération de la Provence Verte et le Syndicat intercommunal des transports en commun de l'agglomération Le Luc-en-Provence - Le Cannet-des-Maures (regroupant les communes du Luc-en-Provence et du Cannet-des-Maures) sont autorités organisatrices de la mobilité sur leur territoire et organisent des services de transport dans leur ressort territorial.
Le réseau Mistral (Toulon) est constitué d'une cinquantaine de lignes régulières de bus, de lignes maritimes et de transport à la demande. Toulon est en 2023 l'une des plus grandes agglomérations de France à ne pas être équipée d'un mode de transport en commun lourd (métro ou tramway). Le tramway de Toulon a circulé de 1886 à 1955 dans l'agglomération. Prochainement, un BHNS devrait être créé
Les réseaux Esterel Côte d'Azur LeBus (Fréjus), TED Bus (Draguignan) et Mouv'enbus (Brignoles / Saint-Maximin) comptent entre 8 et 25 lignes régulières d'autobus.
Des navettes urbaines sont opérées dans certaines communes du Sud Sainte Baume (Bandol, Sanary-sur-Mer et Saint-Cyr-sur-Mer) et entre Le Luc-en-Provence et Le Cannet-des-Maures (TACO).

## Modes actifs
Le département est traversé par plusieurs voies vertes, véloroutes et sentiers de grande randonnée.